# BASF (chemieconcern)
BASF is het grootste multinationale chemieconcern ter wereld. Het is een Duits bedrijf met zijn hoofdvestiging in Ludwigshafen am Rhein. De afkorting BASF staat voor Badische Anilin- & Soda-Fabrik (Nederlands: Badense Aniline- & Sodafabriek). De firma werd in 1865 opgericht door Friedrich Engelhorn te Mannheim en hield zich voornamelijk bezig met het maken van kleurstoffen. Omdat daar geen geschikte locatie beschikbaar was, werd de nieuwe fabriek in hetzelfde jaar gebouwd op de tegenoverliggende oever van de Rijn in Ludwigshafen, Pfalz.

## Historie
- In 1870 begon de fabriek met de synthetische kleurstof alizarine.
- In 1897 bracht ze de synthetische indigo op de markt. Momenteel is BASF nog altijd marktleider met deze kleurstof.
- In 1913 werd de eerste fabriek te Oppau in gebruik genomen voor de productie van kunstmest.
- In 1914 is in Limburgerhof, vlak naast Ludwigshafen, het agrarisch onderzoekscentrum geopend.
- In 1921 vond een explosie plaats op het fabrieksterrein in Ludwigshafen waarbij 561 doden vielen.
- Begin 1930 is de magneetband uitgevonden. Deze techniek wordt, ondanks de opkomst van cd's, dvd's en later andere digitale opslagmedia, nog steeds toegepast bij cassette- en videobanden.
- Van 1932 t/m 1951 was BASF onderdeel van IG Farben. In deze hoedanigheid zijn er vele producten voor nazi-Duitsland gemaakt, waaronder Zyklon B e.a.
- Sinds 1953 is BASF een van 's werelds grootste kunststof producenten.
- In 1998 wordt BASF IT Services opgericht.
- In 2000 komt BASF in het nieuws wegens een lozingsfout waarbij Formol-oplossing in de Rijn terechtkomt.
- BASF neemt de Nederlandse leverancier van polyurethaansystemen Elastogran over. Een grote productielocatie van deze tak staat te Lemförde.
- In 2001 werd de farmaceutische divisie Knoll verkocht aan Abbott Laboratories voor US$ 6,9 miljard.[1] Knoll telde toen 11.000 werknemers en behaalde een jaaromzet van twee miljard dollar.
- Op 17 oktober 2016 vond er een grote brand plaats op het fabrieksterrein in Ludwigshafen, waarbij 3 doden vielen.
- Eind mei 2018 werd bekend dat BASF bedrijfsonderdelen van Bayer over gaat nemen waaronder Crop Science, zaadgoed, en Liberty-bestrijdingsmiddelen.[2] De overgenomen bedrijfsonderdelen hadden een waarde van US$ 9 miljard en hiermee versterkte BASF de divisie Agricultural Solutions.[2]
- In 2019 werd de verkoop bekendgemaakt van de pigmentendivisie.[3] De Japanse branchegenoot DIC nam het over voor € 1,15 miljard. Er werkten 2600 mensen die samen een omzet realiseerden van € 1 miljard.
- In 2020 werden de activiteiten van bouwchemicaliën afgestoten aan Lone Star Funds, een Amerikaanse private-equity-investeerder.[4] De verkoop leverde ruim € 3 miljard op. Met de verkoop gingen 7500 medewerkers in meer dan 60 landen over. De activiteiten behaalden een omzet van € 2,6 miljard op jaarbasis.
- In 2021 kocht het een belang van 49,5% in Windpark Hollandse Kust Zuid. Het betaalde € 0,3 miljard voor het belang aan Vattenfall en zal naar rato bijdragen aan de bouw van het windpark, dit vergde een verdere investering van € 1,6 miljard van BASF.[5]

BASF houdt zich bezig met de productie en verkoop van meer dan 9000 chemische grondstoffen en halffabricaten. Met het afstoten van de bedrijfstak voor magneetbanden in 1998 maakt het bedrijf geen producten meer die rechtstreeks aan consumenten verkocht worden. Deze producten worden tegenwoordig door een ander bedrijf geproduceerd onder de naam EMTEC.
Dochteronderneming Wintershall Holding AG handelt, produceert en zoekt wereldwijd naar aardolie en aardgas. Zij heeft een kantoor in Rijswijk (ZH) en verschillende productieplatforms op de Noordzee. Net over de grens bij Schoonebeek, in Emlichheim wordt olie gewonnen.

## Nederland
In Nederland is een verkoopkantoor van BASF gevestigd in Arnhem. Verder staan er productielocaties in Oosterhout, Utrecht-De Meern, Heerenveen (Nijehaske), Boxtel, Emmen en Maastricht.
De productielocatie voor verpakkingslakken in Tiel is in 1998 verkocht aan het Amerikaanse bedrijf PPG Industries. De productielocatie Kleefse Waard in Arnhem waar synthetische latex werd gemaakt is in 2003 gesloten.

## België
In België staat het verkoopkantoor van BASF in Waterloo. Er is daarnaast een grote productielocatie in het noorden van de haven van Antwerpen. De BASF-fabriek in Antwerpen werd opgericht in 1964, telt meer dan 50 productie-installaties en er werken ongeveer 3500 personen. Het is het grootste chemische productiebedrijf van België. De steamcracker is sinds 1990 het kloppend hart van deze site.